# Jacques Barbeu du Bourg
Pour les articles homonymes, voir Dubourg.
Jacques Barbeu du Bourg, né le 12 février 1709 à Mayenne et mort le 14 décembre 1779 à Paris, est un médecin, polygraphe, historien et scientifique français, connu surtout pour ses travaux de botanique. Il a aussi écrit en latin. Il utilise souvent pour ses publications des pseudonymes : Zoïlomastix, Boniface Diastillet, Alexis Diastille, Abraham Mansword, Samuel Jones, etc. Il a collaboré à l'Encyclopédie. Ami de Benjamin Franklin, il a l'idée de dresser, pour l'étude de l'histoire, des tableaux synoptiques.

## Origine
Il est le fils de Claude Barbeu, sieur du Bourg, marchand toilier à Mayenne, sieur des Cheminées, et de Françoise Jeanne Gournay.
Deux des frères de Jacques Barbeu du Bourg, indique Vicq d'Azyr s'étaient voués à l'état ecclésiastique. D'autres parents de Barbeu étaient d'église : son cousin François-René Barbeu, qui fut plus tard curé de Saint-Martin de Mayenne, et Claude du Bourg, de la branche mancelle des Barbeu, qui est à Paris procureur du collège du Mans.
La sœur de Jacques Barbeu du Bourg, a pour fils Jean Lair de la Motte, secrétaire de Benjamin Franklin, et René-Augustin Lair-Lamotte, homme politique. Jacques Barbeu du Bourg épouse Françoise Blanche Béranger, qui meurt en 1777 ; sans avoir de postérité.

## Éducation

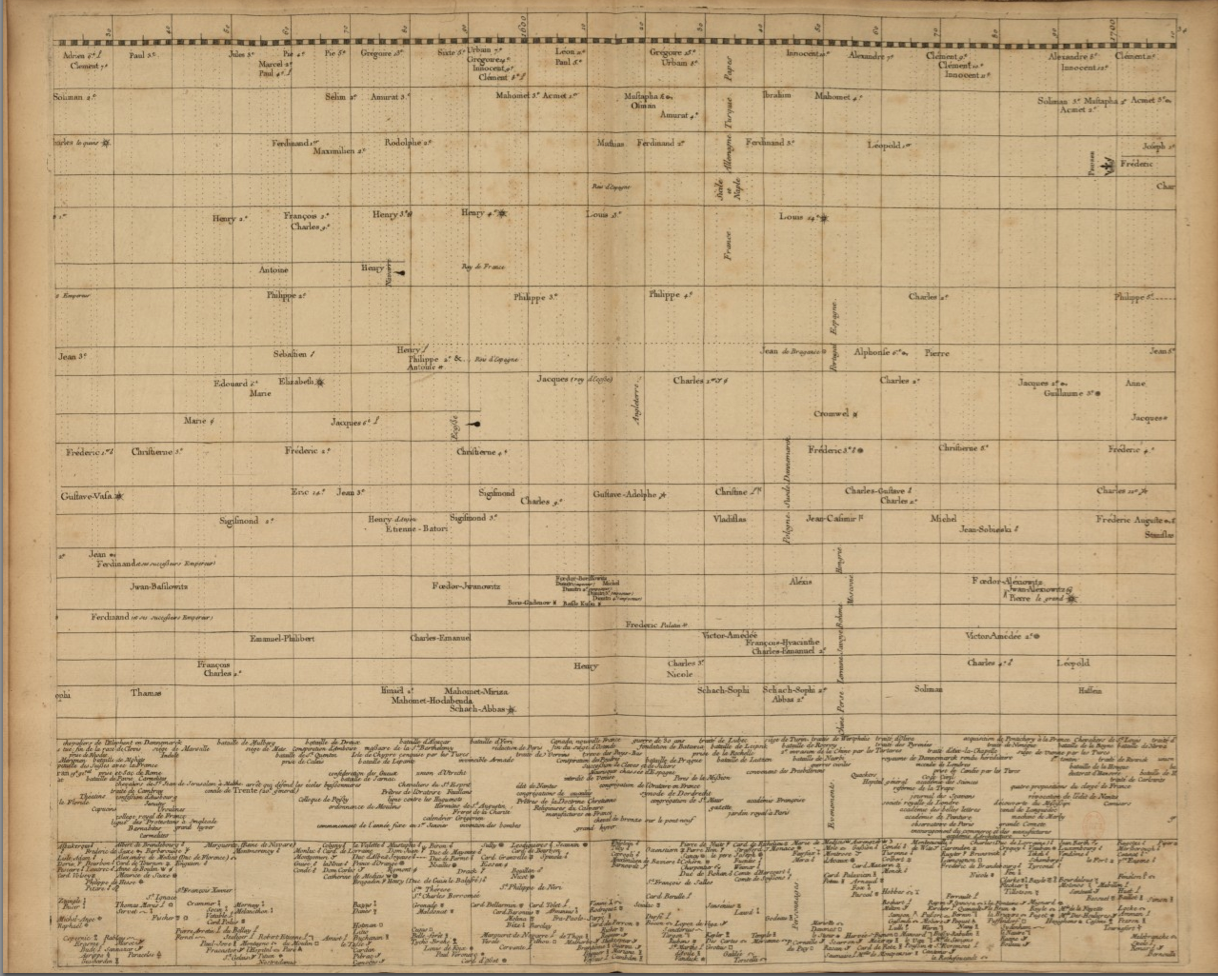
Chronographie.

Jacques Barbeu du Bourg termine son cours de philosophie à l'âge de 15 ans. Il commence des études théologiques.
Il apprend les langues anciennes, notamment l’hébreu afin d’entrer dans les ordres. Mais il renonce à son projet afin de se consacrer aux sciences. Esprit encyclopédique, il est attiré par la littérature, il reprend l'étude du grec, du latin. Un de ses contemporains affirme qu'il savait aussi bien le grec et l'hébreu qu'il est possible pour des modernes.
Il apprend plus tard l'anglais, l'italien, et peut lire les poètes classiques dans le texte ; il se livre ensuite aux études historiques ; la physique, les mathématiques. Petit-fils et neveu d'avocats, il effectue son droit, et est reçu bachelier en 1735.
Il est un temps précepteur dans la maison de Matignon, où il fait la connaissance de Henri Saint Jean de Bolingbroke. Il étudie ensuite la médecine à Paris où il obtient un titre de docteur en 1748.

## Médecine

### Formation
Une fois admis à la Faculté de médecine de Paris, Barbeu du Bourg se donna tout entier à sa nouvelle carrière. De cette école, il reçoit formation, mais encore l'esprit de corps et il en partagea les rancunes contre les chirurgiens.
Deux malades de la Mayenne transportés à Paris pour y être soignés et que les chirurgiens tuèrent, inspirèrent à Jacques Barbeu du Bourg deux Mémoires virulents. Il ne manque pas l'occasion d'aiguiser quelques épigrammes à l'adresse des chirurgiens, particulièrement pour la défense de ses compatriotes.
Barbeu du Bourg est l'auteur de la Lettre d'un garçon barbier à M. l'abbé Desfontaines, auteur des Observations sur les écrits modernes au sujet de la maîtrise es arts. Il y soutient l'opinion de la Faculté qui conseille aux barbiers de demander eux aussi le diplôme de maîtres es arts comme demandé aux chirurgiens par la même faculté en 1743.
Barbeu est reçu bachelier. Il s'attaque aux thèses de médecine : 
- le 10 décembre 1746, sous la présidence de P. Borie, il soutient sa première thèse quodlibétaire : Daturne etiam vitalium organorum somnus[10] :
- le 27 avril 1746, il soutient la thèse cardinale par devant le doyen J.-B.-Th. Martinenq comme président ; cette épreuve est, selon l'usage, sur un sujet d'hygiène : Utrum anni climacterici cœteris periculosiores ?[11]
- en décembre 1746, il se présenta à sa deuxième thèse quodlibétaire[12]. La question était : An variolarum morbus absque eruptione ?[13] ;
- le 8 février 1748, il passa sa dernière thèse quodlibétaire qui traitait ce point : An tracheotomiœ nunc scalpellum, nunc trigonus mucro?, auquel il répond affirmatif.

### Médecin
Il devient docteur régent de la Faculté de médecine de Paris en 1748. Il s'installe comme médecin à Paris. À la fin de sa vie, il ne soigne plus que les pauvres et ses amis, parmi lesquels Denis Diderot et Thérèse Levasseur.
Les médecins faisaient tous partie du corps enseignant de l'école, Barbeu prendra la parole à plusieurs thèses. En février 1768, il préside la thèse en médecine de Joseph-Ignace Guillotin, puis en 1772, la thèse en médecine de G.-L. Varnier.

### Professeur
Professeur, il est chargé d'enseigner la pharmacie aux Écoles de la rue de la Bucherie vers 1752-1753. En 1758, il devient professeur de chirurgie en langue latine, puis en 1768 en langue française. Il devient membre associé de la Société royale des sciences de Montpellier et de l'Académie royale des sciences de Stockholm, et membre de la Société royale des médecins de Londres.
En 1760, il est nommé, avec Vieillard, Bellot et Hérissant, commissaire à l'examen des bains de Seine du sieur Poitevin. Le jour du vendredi saint 
de l'année 1760, Barbeu, accompagné de Mlle Biberon, assiste à une séance de crucifiement chez les convulsionnaires.
En 1761, on le charge de l'expertise des eaux minérales de Bricquebec. En 1762, on recourt à ses lumières dans une affaire d'empoisonnement.
En 1761, un auteur utilise le nom et la renommée de Barbeu pour faire vendre ses ouvrages dont l'ouvrage Anecdotes de médecine, MDCCLXII qui est un faux. Du Bourg écrivit immédiatement un démenti formel. Alors le coupable Pierre-Antoine-Joseph du Monchaux se dénonça. L'affaire en resta là.
Pamphlétaire, il se mêle à la querelle médicale de 1756 en France sur la saignée ; en 1765, après la mort de son journal, il se lança dans une autre querelle médicale de 1765 en France sur la grossesse, et les deux furent pour Paul Delaunay épiques.
Barbeu a émis la théorie qui fait de la congestion produite par la dixième époque cataméniale la cause provocatrice du travail d'accouchement. Barbeu a émis cette théorie avant Tyler Smith.
D'abord adversaire, Barbeu devient un de plus fervent partisan de la Variolisation : il la défendit dans son journal ; en 1769, il écrivit en sa faveur son Opinion d'un médecin de la Faculté de Paris sur l'inoculation de la petite vérole. Le sujet est vivement discuté par la Faculté de Médecine.
Il est élu associé ordinaire de la Société royale de médecine le 18 mai 1779.

## Journaliste
Le 10 avril 1761, Barbeu du Bourg lance un journal de médecine : la Gazette d'Épidaure ou Recueil de nouvelles de médecine avec des réflexions pour simplifier la théorie et éclairer la pratique. Il collabore aux Ephémérides du Citoyen. Sous le pseudonyme de Samuel Jones, il collabora au Journal anglais. En 1774, il tente de créer le premier journal franco-américain, Le Correspondant de Philadelphie, mais n'obtient pas l'approbation.

## Encyclopédiste

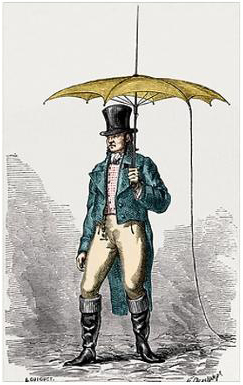
Parapluie-paratonnerre, Pépin-acrocéraunique.

Il s’intéresse à des sujets très variés : la linguistique, l’histoire, l’archéologie, la littérature, la physique, etc.
Il a l'idée de dresser, pour l'étude de l'histoire, des tableaux synoptiques.
Il collabora à l'Encyclopédie à partir du 3e tome en 1753. Il y a donné l'article Chronologique (machine).
Il est l’auteur de nombreux livres et mémoires dont la Chronographie, ou Description des tems, contenant toute la suite des souverains de l’univers et des principaux événements de chaque siècle… (Paris, 1753), Gazette d’Épidaure, ou Recueil de nouvelles de médecine avec des réflexions pour simplifier la théorie et éclairer la pratique (Paris, 1762), Le Botaniste françois, comprenant toutes les plantes communes et usuelles… (deux volumes, Paris, 1767).
À l'instar de Franklin, Jacques Barbeu du Bourg est inventeur. Il imagine un paratonnerre portatif destiné à protéger le piéton en marche pendant l'orage. L'invention ne rencontre pas de succès. Barbeu du Bourg entame de nouvelles expériences, sur les fours à poulets et l'influence de la composition du sol sur les grains.

## Amis

### Bolingbroke
Il se lie avec des savants italiens, avec des anglais comme Henri Saint Jean de Bolingbroke. Ce dernier charge Barbeu, dès 1741, de traduire ses Lettres sur l'Histoire  sur l'édition de Pope, publiée après la mort de leur auteur en 1752. Il y joint la traduction des " Reflexions sur l'Exil " et  d'une " Lettre à Mylord Bathurst sur le véritable usage de la retraite & de l'Étude."  Dans cet ouvrage l'authenticité de la Bible est attaquée. J. Leland, P. Walley écrivent contre l'ouvrage. Voltaire prendra la défense de Bolingbroke dans sa "Défense de Mylord Bollingbrocke par le Docteur Good Natur'd Wellwisher ".
Barbeu est aussi le traducteur de Le Siècle politique de Louis XIV, ou Lettres du Vte Bolingbroke sur ce sujet, avec les pièces qui forment l'Histoire du siècle de M. F. de Voltaire et de ses querelles avec Mrs de Maupertuis et La Beaumelle, suivies de la disgrâce de ce fameux poète. en 1753 et réédité en 1755.

### Benjamin Franklin
Benjamin Franklin (1706-1790) entretient avec lui une correspondance suivie et amicale dès 1767.
Benjamin Franklin effectue une deuxième visite en France en juillet 1769. La correspondance devient de plus en plus intense. Les deux correspondants y abordent une prodigieuse variété de sujets.
En 1773, Barbeu du Bourg traduit après Jean-Baptiste L'Écuy les œuvres de Franklin . Pour la 4e édition, Franklin ajoute quelques lettres inédites.
Barbeu est l'auteur du Calendrier de Philadelphie qui est une imitation du Poor Richard's Almanac, de Benjamin Franklin qui se présente comme une traduction de l'anglais, est destinée à soutenir la propagande de Franklin en France. Jean Lair de la Motte, neveu de Jacques Barbeu du Bourg est secrétaire de Benjamin Franklin.
Barbeu rédige en 1774 le Petit Code de la raison humaine, ou Exposition succincte de ce que la raison dicte à tous les hommes pour éclairer leur conduite et assurer leur bonheur In-8° Londres : Becket : et de Hondt, 1774 qui sera réédité en 1782 et 1789. Il s'agit d'un ouvrage personnel dédié et inspiré des théories de Benjamin Franklin, est d'ailleurs imprimé pour la première fois en 1774 sur les presses de Benjamin Franklin à Passy. L'édition de 1782 passa toute en Angleterre. L'édition de 1789 donnée à Paris est « la plus complète », du Petit Code de la raison humaine dans lequel son auteur fait l'éloge de la famille et du mariage, du travail, de la tolérance ; il défend en outre le droit de propriété et l'impôt foncier, et développe des idées agrariennes sur la population et l'agriculture.

## Les États-Unis
Ami et allié de Benjamin Franklin, Jacques Barbeu du Bourg s'enthousiasme pour la nation qui réalise ses idées : La Pensylvanie est le premier pays policé de l'univers où la tolérance réciproque de tous les cultes religieux ait été garantie par une loi authentique. Admirateur de la constitution américaine, Barbeu suit attentivement toutes les phases de la rivalité entre le Nouveau-Monde et l'Angleterre.
Il correspond aussi avec Silas Deane et Arthur Lee.
En 1769, Jacques Barbeu du Bourg est aussi le traducteur de Lettres d'un fermier de Pensylvanie aux habitans de l'Amérique septentrionale de John Dickinson. Il leur adjoint une préface de 24 pages. Il anticipe à la fin de son préambule, la brouille définitive qui va éclater, l'accroissement de population et de puissance qu'en recueillera l'Amérique, et la prospérité future de l'Union.
Barbeu est élu, en janvier 1771, membre de la Société américaine de philosophie de Philadelphie dont il est un membre actif via sa propagande et son activité. Il compose des brochures de circonstance, comme sa Lettre d'un Philadelphie à un ami de Paris et vulgarise en France les protestations anglophobes des Américains.

### La guerre d’indépendance des États-Unis
Il s’enthousiasme pour les idées politiques de la jeune Amérique et voue une admiration pour Benjamin Franklin. En 1774, il envoya du matériel de guerre et décida de jeunes nobles à aider les insurgés.
À partir du mois de mai 1776, il défend la cause des Insurgents. Il crée une société avec différents commerçants pour le commerce avec les Insurgents. Dès cette époque, il joue un rôle politique en tant qu’intermédiaire entre les Insurgents et la France. Barbeu du Bourg s'était abouché avec Silas Deane, qui lui a été adressé par Franklin. Il espérait sans doute se faire donner une subvention pour la fourniture secrète des armes et des munitions aux Américains ; peut-être même reçut-il cette subvention, puisqu'il expédia en Amérique quelques chargements et qu'il envoya quelques négociateurs au Congrès. Dans un premier temps, pour faire une offre à Benjamin Franklin, il se rapproche de J. J. Carrier de Montieu, ancien propriétaires de la Manufacture d'armes de Saint-Étienne, mais celui-ci s'alliera avec Beamarchais.
Il se trouve en rivalité avec Pierre-Augustin Caron de Beaumarchais. Le gouvernement français donne à Beaumarchais la préférence des fournitures secrètes aux colons insurgés. Il en écrivit à M. de Vergennes en blâmant le ministre de son choix.
En 1777, il fonde une autre société. Il est en rapport d'affaires avec le banquier Grand pour équiper 1 300 soldats. Il a des correspondants à Rouen et à Bordeaux. Il fait affréter un navire qui part de La Rochelle le 13 août 1777, et est capturé par les Anglais en avril 1778.
Agent zélé du parti américain, il persuade ainsi pendant cette période :
- Philippe Charles Jean Baptiste Tronson du Coudray[54] ;
- Gilles Jean Marie Barazer de Kermorvan[55] ;
- René Etienne Henry Gayault de Boisbertrand (Avec Pierre Penet)[56] de rejoindre l'armée américaine et de transporter des cargaisons d'armes pour le Congrès américain.

Les milices américaines manquaient d'ingénieurs. C'est encore Barbeu du Bourg qui se chargea d'en procurer.
En septembre 1778, il fonde une nouvelle société dont le capital sera employé en une pacotille de drogues de médecine pour les États-Unis d'Amérique à frais et bénéfices communs.

## Botaniste
En 1769, sa compétence comme botaniste lui vaut d'être commis, avec Le Camus et Gervais, au visa d'un ouvrage de Pierre-Joseph Buc'hoz, médecin de Nancy, De herbis et arboribus Galliœ, visa nécessaire à l'Imprimatur.
C’est surtout son Botaniste françois qui retient l’attention. Il y suit la méthode naturelle et décrit les plantes des environs de Paris. Destiné aux étudiants et surtout aux herboristes, Barbeu du Bourg y décrit l’usage médicinal des différentes espèces. Il est le premier à abandonner le latin pour nommer et à décrire les plantes en français, innovation qui sera bientôt reprise par de nombreux auteurs.
Botaniste, il possède son propre jardin dans les environs de Paris qu'il offre à la Faculté pour l'instruction des chirurgiens. La liste des espèces qu'il y faisait pousser fut publiée par lui sous le titre de Catalogue d'un jardin déplantes usuelles par classes et familles.
Il étudie aussi les champignons. Avec Marie Catherine Biheron, Barbeu avait formé le projet de faire une collection de champignons.
Louis Marie Aubert Du Petit-Thouars a donné le nom de Barbeuia à une plante trouvée à Madagascar et qu'il regardait comme seule de son espèce.

## Mort
Jacques Barbeu du Bourg meurt de fièvre maligne le 12 ou 13 février 1779. Son neveu, Jean Lair de Lamotte, signale, le 13 décembre 1779, que son oncle vient de mourir à l'abbaye de Saint-Germain-des-Prés.
Ses cendres sont déposées à la chapelle de Saint-Symphorien de l’église Saint-Germain-des-Prés.
Paul Delaunay nous dit qu'il fut profondément croyant et que Dom Piolin le juge mal en le disant voltairien.

## Sources
: document utilisé comme source pour la rédaction de cet article..
- Ansart, Bibliothèque littéraire du Maine, ou traité historique et critique des auteurs de cette province, Le Mans et Paris, 1784
- Garrère, Bibliothèque littéraire, historique et critique de la médecine ancienne et moderne. Paris, 1776, 1. 1, p. 313.
- Eloy, Dictionnaire historique de la médecine ancienne et moderne, Mons, 1778.
- Notice sur la vie des grands hommes de la province du Maine. Manuscrit G 182 de la Bibliothèque municipale du Mans, f. 219.
- J.-C. Lebrun, Essai de Topographie médicale de la ville du Mans et de ses environs. Le Mans, 1812.
- Histoire de la Société royale de médecine. Paris, 1780.
- Vicq d'Azyr, Éloge de M. Barbeu-Dubourg, p. 63–74.
- Louis-Mayeul Chaudon, Antoine-François Delandine, Nouveau dictionnaire historique, Volume 2
- Mémorial de la Mayenne, 1845, t. IV, p. 315
- Jacques Barbeu-Dubourg, par J. R. Pesche
- Dictionnaire des sciences médicales, Biographie médicale. Paris, Panckoucke, 1820, t. I.
- Biographie universelle ancienne et moderne. Michaud, Paris et Leipsig
- Amédée Dechambre, Dictionnaire encyclopédique des sciences médicales (huitième tome), Paris, G. Masson, 1876, article Barbeu-Dubourg, t. VIII.
- Renouard, Essais historiques et littéraires sur la ci-devant province du Maine. Le Mans, 1811.
- N. Desportes, Bibliographie du Maine. Le Mans, 1844.
- Hauréau, Histoire littéraire du Maine, 1870, t. l.
- La Grande Encyclopédie, art. Barbeu-Dubourg.
- H.-G. Lelièvre de Lucé, Notes généalogiques inédites. — Le Bibliophile du Maine no 11, p. 7. 1896.
- « Jacques Barbeu du Bourg », dans Alphonse-Victor Angot et Ferdinand Gaugain, Dictionnaire historique, topographique et biographique de la Mayenne, Laval, A. Goupil, 1900-1910 [détail des éditions] (BNF 34106789, présentation en ligne)
- Thomas Balch, Les Français en Amérique pendant la guerre de l’Indépendance des États-Unis 1777-1783, 1872 [détail des éditions]
- Paul Delaunay, Vieux médecins mayennais
- Aldridge A.O., Barbeu du Bourg dans The American Philosophical Society proceedings, Philadelphie, 1951, p. 331-392.
- Adrien Davy de Virville (dir.), Histoire de la botanique en France, Paris, SEDES, 1955, 394 p.
- Astrit Schmidt-Burkhardt, Die Chronologiemaschine Barbeu-Dubourgs Aufbruch in die historiografische Moderne, Berlin: Lukas Verlag, 2022  (ISBN 978-3-86732-388-8).